# Iwan Oldekop (Admiral, 1878)

Vizeadmiral Iwan Oldekop

Iwan Christian Hermann Oldekop (* 8. Februar 1878 auf Gut Grünhorst; † 17. Mai 1942 in Kiel) war deutscher Admiral der Reichsmarine.

## Leben
Er war der Sohn des Landwirts Henning Oldekop (1846–1923) aus Hannover, der als Vizewachtmeister im Königs-Ulanen-Regiment (1. Hannoversches) Nr. 13 am Deutsch-Französischen Krieg 1870/71 teilnahm und anschließend seit 7. Mai 1872 Eigentümer des adligen Gutes Grünhorst bei Eckernförde war. Sein Onkel war der gleichnamige deutsche Vizeadmiral Iwan Oldekop.
Oldekop trat am 2. April 1895 in Kaiserliche Marine ein und erhielt am 13. April 1896 das Patent als Seekadett. Nach Ausbildung und Beförderung zum Seeoffizier (Unterleutnant zur See am 2. Oktober 1898) erhielt er Kommandos nach Ostasien und in die Vereinigten Staaten.
Die weiteren Beförderungen: Oberleutnant zur See 1901, Kapitänleutnant 1905, Korvettenkapitän 1912, Fregattenkapitän 1918, Kapitän z.S. 1922.
Oldekops militärischer Werdegang bis zum Ende des Ersten Weltkrieges im Detail:
- 1896 als Kadett auf der Stein
- 1899 als Unterleutnant z.S. auf der Bayern
- 1904 als Oberleutnant z.S. auf der Fürst Bismarck
- 1907 als Kapitänleutnant auf der Kaiser Friedrich III.
- 1908 als Kapitänleutnant auf der Kaiser Barbarossa
- 1909/1910 als Kapitänleutnant in Kiel / Marinestation der Ostsee als Adjutant des Chefs Admiral von Prittwitz
- 1911 als Kapitänleutnant Navigationsoffizier auf der Blücher
- 1912 als Korvettenkapitän Navigationsoffizier auf der Moltke
- 1913/1914 als Korvettenkapitän im Reichsmarineamt / Allgemeines Marinedepartement (Berlin)
- 1917 als Korvettenkapitän und Erster Offizier auf der Hindenburg

In den Jahren 1918/19 war er als Fregattenkapitän Chef des Stabes bei Admiral Ludwig von Reuters IV. Geschwader. In dieser Funktion war er unmittelbar an der Selbstversenkung der Kaiserlichen Hochseeflotte in Scapa Flow beteiligt, wo diese interniert war.
Im Frühjahr 1919 befanden sich von Reuter und Oldekop auf der Emden, da dieses Schiff ab 25. März 1919 als Flaggschiff für den Internierungsverband diente.
Admiral von Reuter urteilt über Oldekops Wirken während der Internierung so:

„Als Chef (des Stabes) wurde Fregattenkapitän Iwan Oldekop gewonnen. Er hat dem Verband ausgezeichnete Dienste geleistet; ich hatte uneingeschränktes Vertrauen zu ihm, und seine prächtigen persönlichen Eigenschaften machten das Arbeiten mit ihm leicht und anregend. Die Last der Arbeit ist ihm nie zu groß geworden, und obgleich er im Tageskampf mit den radikalen Elementen in der „Dreckslinie“ stand, sind ihm seine Stellung und sein Dienst nie leid geworden. An den bescheidenen Erfolgen des Verbandes hat er seinen vollen Anteil.“

Über die Zeit in der britischen Gefangenschaft gibt es folgende Beschreibung: 

„Von Reuter and Oldekop were taken first to Nigg, then to Oswestry Camp, and finally to Donington Hall, the luxury prison for high-ranking officers.“

Nach Rückkehr aus britischer Kriegsgefangenschaft Ende Januar 1920 war Oldekop als Kapitän zur See vom 15. September 1920 bis zum 26. September 1923 Chef der Flottenabteilung im Marinekommandoamt. Anschließend wurde er als Nachfolger von Konteradmiral Hugo von Rosenberg Befehlshaber der Seestreitkräfte der Ostsee, in dieser Position am 1. November 1923 zum Konteradmiral befördert und blieb bis 1925 Befehlshaber. Anschließend war er bis 1927 Chef des Allgemeinen Marineamtes und schließlich vom 30. September 1927 bis zum 30. September 1931 Flottenchef. In dieser Funktion wurde er am 1. Januar 1928 zum Vizeadmiral befördert.
Zum 30. September 1931 wurde Oldekop unter Verleihung des Charakters eines Admirals aus dem aktiven Dienst verabschiedet.
Oldekop blieb unverheiratet.

## Auszeichnungen
- Roter Adlerorden IV. Klasse[5]
- Eisernes Kreuz (1914) II. und I. Klasse[5]
- Preußisches Dienstauszeichnungskreuz[5]